# Guy Couturier
Guy Couturier, né à Saint-Joseph de Madawaska (en) le 22 avril 1929 et mort à Montréal le 9 mai 2017, est un orientaliste et exégète canadien de l'Ancien Testament, enseignant et chercheur dans le domaine de l’archéologie biblique.
Il est également membre de l’Ordre des Pères de Sainte-Croix et le premier canadien à devenir membre de la Commission biblique pontificale.

## Biographie
Né le 22 avril 1929 à Saint-Joseph de Madawaska, Guy Couturier est le fils de Trefflé Couturier et de Léona Cyr. Il entre au noviciat de Pointe-Claire (Congrégation de Sainte-Croix) en 1949, fait sa profession perpétuelle en 1953. Il est ordonné prêtre en 1955. Il entreprend des études et obtient une licence en théologie à l'Université pontificale Saint-Thomas-d'Aquin à Rome en 1956, un master of Arts en Orientalisme, à l'Université Johns-Hopkins à Baltimore en 1957, un diplôme de l'École biblique et archéologique française de Jérusalem en 1959, une licence en Écriture Sainte à la Commission biblique pontificale du Vatican en 1960 et étudie l'épigraphie mésopotamienne et assyrienne à la Sorbonne et l'architecture orientale au Louvre à Paris de 1959 à 1960.
En outre, Guy Couturier se spécialise dans les fouilles et les travaux archéologiques au Proche-Orient. Il en dédit d'ailleurs plusieurs séjours sabbatiques. Il fera partie de la 3e campagne de fouilles du site de Khirbet Qumrân (Rouleaux de la mer morte) menée par l'École biblique et archéologique française de Jérusalem à Tell el Farah. Il fait partie des grandes sociétés archéologiques et est accompagnateur de nombreux voyages d'études en Terre sainte, ce qui lui permet de suivre l'évolution des fouilles. Polyglotte, il parle français, anglais, allemand, italien, latin, hébreu, arabe et il lit l'araméen, l'espagnol, le grec, le syriaque, le phénicien, l'akkadien et le ougaritique.[réf. nécessaire]
Guy Couturier prend sa retraite en 1994 après 31 ans d'enseignement à l'Université de Montréal mais reste actif jusqu'à la fin de sa vie.[réf. nécessaire]

### Enseignement
Guy Couturier a commencé sa carrière académique comme professeur d’interprétation biblique au Scolasticat de Sainte-Geneviève de sa communauté religieuse, les Pères de Sainte-Croix, puis en tant que chargé de cours à l'Institut supérieur des sciences religieuses de 1963 à 1967,. L'Institut supérieur de sciences religieuses s'associe à la Faculté de théologie en 1965. Puis, à la faveur de l'intégration académique et administrative de la Faculté de théologie au campus de l'Université de Montréal en 1967, Guy Couturier devient professeur agrégé. De 1975 à 1978, il occupe le poste de directeur du département d'études bibliques. En 1977, il devient professeur titulaire et c'est au terme de sa carrière, en 1994, qu'il obtient le statut de professeur émérite.
Il a été reçu comme professeur invité par des écoles aussi prestigieuses que la Notre Dame University de South Bend (Indiana) (1962 à 1970), l'Université Saint-Paul à Ottawa (1964 à 1967) et l'École biblique et archéologique française de Jérusalem (1971).
Il enseigne à tous les cycles d'études dans trois champs principaux : l'histoire et l'archéologie d'Israël, la tradition prophétique et la littérature de sagesse. Il dirige une vingtaine de mémoires de maîtrise et une dizaine de thèses doctorales (certaines publiées et primées). Il est d'ailleurs membre du jury de thèses doctorales à l'Université de Sherbrooke en 1977, à l'Université de Toronto en 1983, à l'Université Saint-Paul d'Ottawa en 1984, à l'Université Laval à Québec de 1986 à 1990, à McGill University à Montréal de 1988 à 1991 et à l'Université du Québec à Montréal en 2002.
Au cours de sa carrière, et lors de sa retraite, il a été membre de plusieurs comités et organismes :
- 1980 à 2001 : Board of Trustees of Stonehill College of North Easton, Mass. USA[6]
- 1982 à 1988 : Membre du Conseil et de l’Exécutif de la Faculté des Études supérieures de l’Université de Montréal[7]
- 1984 à 1985 : Membre du Comité organisateur des Sociétés Savantes[8]
- 1987 à 1994 : Membre du Comité de la Bibliothèque des lettres et sciences humaines de l’Université de Montréal[9]
- 1988 à 2000 : Board of Directors of King's College of Wilkes-Barre, Penn. USA[10]
- 1988 à 1992 : Commissaire scientifique de l'Exposition 1992 Rome, 1000 ans de civilisation à Montréal[11]
- 1991 à 1995 : Membre du Conseil et de l'Exécutif de l'Hôpital Rivière-des-Prairies[12]
- 1992 : Membre et président du Conseil d'administration de la Fondation canadienne de l'École biblique de Jérusalem[13]
- 1998 : Membre du Conseil d'administration des Éditions Fides
- 2002 : Membre de la Corporation du Collège Notre-Dame de Montréal

### Recherche
À la suite de sa participation en 1956 à la 3e campagne de fouilles du site de Khirbet Qumrân, Guy Couturier s’est passionné pour l’archéologie biblique. À l’image de son enseignement, les trois sujets de recherche qui l’intéressent principalement sont l'histoire et l'archéologie d'Israël, la tradition prophétique et la littérature de sagesse. Son apprentissage des langues sémitiques anciennes lui a permis de consulter les textes sans avoir recours à des traductions. On sait qu’il a lui-même traduit quelques textes.
Au cours de ses voyages, il a constitué une banque d’images comptant plus de 4 100 diapositives classées principalement par régions. On y retrouve des représentations des différents sites d’archéologie biblique ainsi que de nombreux objets. Toute une partie de ses travaux est d’ailleurs consacrée aux sceaux dont les formes et usages sont fort diversifiés.

## Distinctions
Au nombre de ses prix et distinctions, Guy Couturier s’est vu décerner deux doctorats honorifiques : l’un par le Stonehill College (en) de North Easton aux États-Unis (1988), l’autre par le Collège universitaire dominicain d’Ottawa au Canada (2006). En 1993, il a aussi été nommé Curator ad honorem dell'alma Città Di Roma.
En 2001, il est récipiendaire du prix du meilleur chroniqueur, décerné par l’Association canadienne des périodiques catholiques, maintenant Association des médias catholiques et œcuméniques (AMéCO) pour ses chroniques dans le périodique Parabole.
Deux ans plus tard, en 2003, il est reçu par la Société royale du Canada.

## Publications
- Sagesse babylonienne et sagesse israélite, in Sciences Ecclésiastiques no 14, 1962, p. 293-210
- Jeremiah, Jerome Biblical Commentary, vol. I, Englewood Cliffs (N. J), Prentice-Hall, 1968, p. 300-336
- avec L. Monloubou, A. Duprez, E. Samain et al., Deuxième dimanche ordinaire, Éditions du Cerf Assemblées du Seigneur, Paris, 1970, 96 p.
- Le prêtre et l'enseignement en Israël dans Collectif, Le prêtre, hier aujourd'hui et demain, Fides, Montréal, 1970, p. 44-55
- Le sacrifice d’action de grâce, EgTh, vol. 13, Montréal, 1982, p. 5-34
- avec Jean Duhaime, Jean Martucci, Jean-Louis D'Aragon, La Bible en prière, Éditions Paulines, Collection Lectures bibliques, Montréal, 1983, 143 p.,  (ISBN 9782890398566)
- Guy Couturier (dir.), André Charron et Guy Durand, Faculté de théologie, Université de Montréal, Essais sur la mort : travaux d'un séminaire de recherche sur la mort, Fides, Collection Héritage et projet, Montréal, 1985, 523 p.,  (ISBN 978-2-7621-1267-2)
- avec Guy Durand et André Charron (dir.), La mort en Mésopotamie et en Israël : Phénomène naturel ou salaire du péché ? dans Essais sur la mort, Fides, Montréal, 1985, p. 51-98
- avec Michel Gourgues et Gilles-Dominique Mailhiot (dir.), Rapports culturels et religieux entre Israël et Canaan d'après Osée 2, 4-25 dans L'Altérité. Vivre ensemble différents. Approches pluridisciplinaires, actes du colloque pluridisciplinaire tenu à l'occasion du 75e anniversaire du Collège dominicain de philosophie et de théologie, Ottawa, 4-5-6 octobre 1984, coll. Recherches - Nouvelle Séries, 7, Bellarmin et Cerf, Montréal et Paris, 1986, p. 159-210
- Une inscription araméenne découverte en 1993 au nord d'Israël, Contribution, 1993
- avec J.-C. Petit, A. Charron, A. Myre, Où demeures-tu ? (Jn 1,38). La maison depuis le monde biblique, sous la direction de J.-C. Petit, en hommage au professeur G. Couturier, Fides, Saint-Laurent, Québec, 1994, 572 pp.
- avec Odette Mainville, Jean Duhaime et Pierre Létourneau (dir.), Alliance nouvelle et homme nouveau en Jérémie 31, 31-34, 1994, p. 79-116
- Les patriarches et l'histoire : autour d'un article inédit du père M.-J. Lagrange, Cerf et Fides, collection Lectio Divina, Paris et Montréal, 1998, 338 p.,  (ISBN 978-2-204-06173-5)
- Revue Parabole, Société catholique de la Bible, Montréal, 1978 à 2004
- En commençant par Moïse et les prophètes, Études vétérotestamentaires, Fides, Montréal, 2008,  (ISBN 978-2-7621-2730-0)
- Diverses traductions d'homélies catéchétiques : 16 Homélies retrouvées en version syriaque en 1932. Le manuscrit en distingue deux séries : les dix 1ères homélies sont une Explication du Credo, les 6 autres, une Explication des Sacrements (11, Le Pater ; 12-14, le Baptême ; 15-16, l'Eucharistie). - Ms. Selly Oak College, Birmingham (Cod. Mingana syr. 561).

En 1994, un collectif est créé par ses collègues du Canada, des États-Unis et d'Europe en son honneur à l'occasion de sa retraite de l'Université de Montréal : À la recherche de Dieu de l'histoire, Hommage au professeur G. Couturier, Revue Scriptura no 15, 1994.